# Inga lentiscifolia
Inga lentiscifolia är en ärtväxtart som beskrevs av George Bentham. Inga lentiscifolia ingår i släktet Inga och familjen ärtväxter. IUCN kategoriserar arten globalt som sårbar. Inga underarter finns listade i Catalogue of Life.